# Paladin's Quest
Paladin's Quest, i Japan känt som Lennus: Kodai Kikai no Kioku (レナス 古代機械の記憶? "Lennus: Memories of an Ancient Machine"), är ett datorrollspel till SNES, utvecklat av Copya System och utgivet i Japan av Asmik Corporation den 13 november 1992. Spelet utgavs i Nordamerika av Enix i oktober 1993.

## Handling
Den unge pojken Chezni råkar aktivera den uråldriga maskinen Dal Gren, och onda krafter frigörs. När han skall försöka återställa oredan stöter han på flickan Midia, som hjälper honom på vägen. Huvudantagonisten i spelet är diktatorn Zaygos, som är ute efter maskinen och försöker använda den för sina ändamål.

### Fotnoter
1. ↑  ”Paladin's Quest” (på svenska). Super Power (Solna) (4 1995). juli 1994. Läst 25 april 2014.